# Obelisco aos Constituintes de 1830
O Obelisco aos Constituintes de 1830 (em espanhol: Obelisco a los Constituyentes de 1830) é um monumento em Montevidéu, Uruguai.
Localizado na interseção do Bulevar Artigas com a Avenida 18 de Julio. Obra em bronze e granito do escultor uruguaio José Luis Zorrilla de San Martín. Inaugurado em 25 de agosto de 1938, homenageia os participantes da Assembleia Geral Constituinte e Legislativa do Estado, que sancionou a primeira Constituição do Uruguai no ano de 1830.
Este obelisco de 40 metros de altura foi construído inteiramente de granito rosado uruguaio. Em sua face oeste, a parede central tem gravada a inscrição A los constituyentes de 1830 (Aos constituintes de 1830). Possui três estátuas de bronze que representam a Lei (Ley), a Força (Fuerza) e a Liberdade (Libertad). Possui uma fonte de água hexagonal ao redor. Na borda oeste da fonte estão gravados os nomes das instituições bancárias que financiaram a construção do monumento.
Em 1983, junto ao mesmo, foi realizado um ato civil histórico de oposição à ditadura cívico-militar, sob o lema Por un Uruguay sin exclusiones (Por um Uruguai sem exclusões).